# Magozd
Magozd – wieś w Słowenii, w gminie Kobarid. W 2018 roku liczyła 68 mieszkańców.